# Мейв Бінчі
Мейв Бінчі (англ. Maeve Binchy; 28 травня 1940, Долкі — 30 Липня 2012, Дублін) — ірландська романістка, газетна колумністка і лекторка. Народилася в Долкі, графство Дублін, а здобувши освіту в Дублінському університетському коледжі, працювала вчителькою, потім журналісткою в «The Irish Times», а пізніше стала авторкою романів і оповідань. Її твори перекладено на 37 мов.

### Романи[13]
- Запали копійчану свічку (англ. Light a Penny Candle) (1982)
- Бузковий автобус (англ. The Lilac Bus) (1984 — збірка оповідань
- Відлуння (англ. Echoes) (1985)
- Літо світлячків (англ. Firefly Summer) (1987)
- Срібне весілля (англ. Silver Wedding) (1988)
- Коло друзів (англ. Circle of Friends) (1990) — 1995 року знято однойменний фільм
- Мідний бук (англ. The Copper Beech) (1992)
- Скляне озеро (англ. The Glass Lake) (1994)
- Вечірні уроки (англ. Evening Class) (1996)
- Тара-Роуд (англ. Tara Road) (1998) — 2005 року знято фільм Любов за обміном
- Червоне перо (англ. Scarlet Feather) (2000)
- Ресторан «Квентинс» (англ. Quentins) (2002)
- Ночі дощу та зірок (англ. Nights of Rain and Stars) (2004)
- Whitethorn Woods (2006)
- Серце і душа (англ. Heart and Soul) (2008)
- Найкращий тато (англ. Minding Frankie) (2010)
- «Тиждень зими» (англ. A Week in Winter) (2012)